# チェッカーズ
チェッカーズ（THE CHECKERS）は、男性7人組のロックバンド。1980年代から1990年代前半にかけて活動した。福岡県久留米市にて結成。デビュー時のキャッチコピーは「退屈退治」であった。

## メンバー
- 藤井郁弥（現：フミヤ、ふじい ふみや、1962年7月11日 - ）：リードボーカル（曲によってはギターやブルースハープも担当）
  - 久留米市立南筑高等学校卒業。通称「フミヤ」。サックス担当の藤井尚之の実兄。血液型はA型。グループ内最年長のメンバー。
- 武内享（たけうち とおる、1962年7月21日 - ）：ギター、リーダー
  - 福岡県立八女工業高等学校卒業。実家はスナックで、よくメンバーが集まって練習していた。ビートルズ、ドゥーワップマニア。通称「トオル」。血液型はO型。当初はA型と公言していたが、その後血液検査によりO型であった事が判明した。
- 高杢禎彦（たかもく よしひこ、1962年9月9日 - ）：サイドボーカル（低音パートを担当。他パーカッションなども担当）。
  - 私立柳川高等学校卒業。低音のボーカルを得意とする。小さい頃からガキ大将。保育園の時から郁弥と遊んでいた仲で、中学校まで同級生だった。高校生の頃、坊主頭にヒゲを生やしていたので、当時とても高校生には見えなかったらしい。徳永をチェッカーズに入れるためにさらう時の車を運転していた。解散後の2003年に発売された書籍「チェッカーズ」が話題に。通称「モク」。血液型はA型。
- 大土井裕二（おおどい ゆうじ、1962年11月2日 - ）：ベース、サブリーダー
  - 福岡県立三井高等学校卒業、第一経済大学（現在の日本経済大学）中退。矢沢永吉に憧れてベースを始めた。チェッカーズ結成前は、バンド・シークレッツのベース。チェッカーズ加入当時は、自分で組むバンドまでのつなぎという条件でベースを引き受けた。通称「ユウジ」、ファンたちの愛称は「裕（ゆう）ちゃん」。
- 鶴久政治（つるく まさはる、1964年3月31日 - ）：サイドボーカル（高音パートを担当。他キーボードなども担当）
  - 久留米市立南筑高等学校卒業、第一経済大学（現在の日本経済大学）中退。チェッカーズ結成前は、バンド・50'sのボーカル。通称「マサハル」。ファンたちの愛称は「マーさん」。血液型はA型。グループ内で唯一の非喫煙者。
- 徳永善也（とくなが よしや、1964年6月7日 - 2004年8月17日）：ドラムス
  - 私立筑紫工業高等学校（現在の筑紫台高等学校）卒業。チェッカーズ加入前からドラマーとしての評判が知れ渡っており、多くのバンドから勧誘された。通称「クロベエ」。血液型はA型。
- 藤井尚之（ふじい なおゆき、1964年12月27日 - ）：サックス（他ギター、フルートも担当）
  - 私立九州産業高等学校（現在の九州産業大学付属九州産業高等学校）卒業。郁弥の実弟。元々ベースを担当していたが、大土井の加入により、サックスに転向。通称「ナオユキ」。ファンたちの愛称は「尚（なお）ちゃん」。血液型はA型。グループ内最年少のメンバー。

他に、サポートメンバーとしてキーボードの八木橋カンペー、パーカッションのアンディ檜山（桧山正利）がいた。

## 略歴

### デビュー前
- 1970年代後半当時の久留米はアマチュアバンドが隆盛であり、特にドゥーワップ、ロックンロールを得意とするバンドが多く、週末ごとに開催されていたダンスパーティーに出演しては腕を競うように演奏し、盛り上げていた。のちのメンバーも、各々バンドに所属していた。やがて、交流を持ち、セッションなどをするようになる。
- 1980年、郁弥と武内を中心に新たにグループを結成。2人は最初に当時別のバンドのボーカルを担当していた鶴久をメンバーに引き入れ、次に高杢が酒に酔ったフミヤに加入を懇願し、テストに合格して加入。その後は各分野において非常に腕利きの人間はメンバー達自ら勧誘した。例として裕二は郁弥、武内、高杢が裕二の自宅に訪問し頭を下げて頼み込む、徳永は前述の3人が乗車する車に連れ込みチェッカーズに入るか山に埋まるか選べと半ば強引な勧誘をされた。郁弥の弟尚之は郁弥が母親から頼まれメンバーに加入したという経緯がある。当初は10人前後の大所帯であったがメンバーチェンジなどを繰り返し、のちのメンバー7人に落ち着いた。
- 1981年8月29日、福岡サンパレスで行われたヤマハ・ライト・ミュージック・コンテスト九州地区大会「L-MOTION」ジュニア・レディース大会に"THE CHECKERS"として出場し、グランプリを受賞（シニア部門においても特別賞を受賞）。同年9月に行われた「LIGHT MUSIC CONTEST '81」本選大会・ジュニア部門で最優秀賞を受賞[注釈 1]。受賞後すぐにプロデビューの話が舞い込んだが、鶴久が高校3年で徳永と尚之が高校2年であったため「メンバー全員の高校卒業を待ってから」と保留する（郁弥、武内、高杢、大土井はこの年の3月に高校卒業）。

### 前期（1983年 - 1986年上半期）・アイドル的人気の沸騰
- 徳永と尚之の高校卒業を受けて、1983年3月29日、上京。郁弥・尚之兄弟が揃って上京するにあたり、父親は猛反対をした。どちらか一方は（藤井家の跡取りとして久留米に）残るよう強く迫り、親戚一同も賛同の上長男の郁弥ではなく末子の尚之に白羽の矢を立てたが、母親が間に入り説得したため、兄弟揃って上京することができたという[3]。上京後は、目黒区のヤマハ音楽振興会の寮で生活をしながら、デビューに向けてレッスンを重ねる。アマチュア時代に得意としていたドゥーワップやオールディーズを一時封印し、まずはメジャーシーンに名を連ね、人気を獲得するという会社の方針に従う[4][5]。
- 1983年9月21日、「ギザギザハートの子守唄」でデビュー。しかし、大きなヒットにはならなかった。翌1984年1月に2ndシングルをリリースするにあたりプロモーション活動を活発に行う。1984年1月9日から13日まで、テレビ東京の朝の情報番組「おはようスタジオ」[注釈 2]に連日出演して生演奏を披露した。日を追うごとに観覧者が増え、中高生を中心に口コミで知名度があがった[6]。
- 1984年1月24日、2ndシングル「涙のリクエスト」をリリース。チェッカーズの名を一躍全国区に押し上げる大ヒットとなった。同楽曲のヒットに牽引され、前年リリースのデビュー・シングル「ギザギザハートの子守唄」も見直され売上が回復。5月1日にリリースした3rdシングル「哀しくてジェラシー」も大ヒット、3曲が週間オリコンチャートやランキング番組のベスト10内に同時ランクイン。1984年のオリコン年間チャートにも「涙のリクエスト」「哀しくてジェラシー」「星屑のステージ」の3曲がランクインし、これは1982年の近藤真彦以来の記録であった。チェッカーズは社会現象化し、ファッションなどにも大きな影響を与える[7]。第35回NHK紅白歌合戦初出場。以降解散まで9年連続で紅白出場。
- 1985年4月27日、初の映画「CHECKERS IN TAN TAN たぬき」公開。前年11月21日に発売されていたシングル「ジュリアに傷心」が1985年のオリコン年間チャート第1位。1985年のオリコン年間チャートにはこの曲以外にも「あの娘とスキャンダル」「俺たちのロカビリーナイト」がランクインし、2年連続でオリコン年間チャートに3曲ランクインした。ブロマイドの年間売上実績でも第1位を獲得。所属事務所をヤマハ音楽振興会から個人事務所・スリースタープロへ移籍。

### 中期（1986年下半期 - 1989年）・楽曲のオリジナル化とソロ活動の並行
- 1986年2月21日発売「OH!!POPSTAR」でオリコン週間チャート2位となり、「哀しくてジェラシー」以降続いていた連続首位記録がストップする。7月26日、2度目の映画「チェッカーズSONG FOR U.S.A.」公開。10月15日、初のメンバー制作シングル「NANA」を発売。楽曲のオリジナル化が進む。しかし、際どい歌詞が問題視され、NHKで放送禁止になり話題となる[8]。
- 1987年、全曲メンバーオリジナルのアルバム「GO」発売。尚之がメンバー初のソロデビュー（シングル及び同名ソロアルバム「NATURALLY」発表）。これを機に徐々にメンバーのソロ活動が増える。一時期“Cute Beat Club Band”名義で活動。年末には日本武道館にて、日本人バンドでは初となるセンターステージ（オープン形式）によるコンサートを行う[9][注釈 3]。
- 1988年夏、同年3月に落成されたばかりの東京ドームでコンサートを行う。12月、郁弥が出演したCM用に収録された楽曲「Mother's Touch」が自身のソロシングルとして発売。しかし、チェッカーズのメンバーとして在籍している間はソロ活動（ライブ、音楽番組での歌唱など）をしない約束から、オファーがあっても出演を辞退した[10]。
- 1989年、鶴久、高杢が相次いでソロCDデビュー。

### 後期・末期（1990年 - 1992年）・ミュージシャン・グループへ、メンバーの結婚、解散
- 1990年6月、郁弥がメンバーの中でもっとも早く結婚。同年12月に高杢が婚約者の妊娠を機に入籍。
- 1991年、郁弥及び高杢にそれぞれ第一子（郁弥の第一子はフジテレビアナウンサーの藤井弘輝）が誕生。
- 1992年の解散までの間にメンバー中、武内、鶴久を含む4人が既婚者となる[11]。
- 1991年の年末から始まったレコーディング中に郁弥よりほかのメンバーに対して解散の希望が伝えられ、武内、大土井、尚之が賛成、高杢は反対、鶴久と徳永は保留としたものの、プロダクション社長の決定により1992年末の紅白歌合戦を最後に解散することが決定した[12]。
- 1992年秋、新聞でチェッカーズの解散が報じられ、10月9日放送のテレビ朝日「ミュージックステーション」内で正式に解散を発表。12月にラストツアーを行い、12月31日の第43回NHK紅白歌合戦出場を最後に解散。
- 最後の紅白では当初は白組トリおよび大トリでの出演が有力視されており、番組側もその方向で調整を進めていたが、それまでの紅白でグループでトリを取ったという前例が全くなかったことから、トリでの出演は見送られ、中盤での登場となった[注釈 4]。
- 解散理由についてリーダー武内は先述の「ミュージックステーション」及び12月8日放送のフジテレビ「FNS歌謡祭」で「チェッカーズとして活動すると同時に、メンバーそれぞれの個性を伸ばしていこうというバンドだったので、道が変わってきた」とコメントしている。

### 解散後
チェッカーズ解散後、郁弥、武内、大土井、尚之は所属事務所を退社、それぞれソロ活動を行なう。武内は本人主催のイベントや音楽プロデュース、鶴久と高杢は同じ事務所に所属、音楽以外の活動をしていたが、高杢が2005年個人事務所設立に伴い独立。鶴久、徳永も所属事務所から退社し、徳永は別のバンドで活動。武内・大土井・徳永・尚之の楽器陣4人はアブラーズを結成、活動していたが、徳永が2004年8月17日に舌がんのため40歳で死去したため、現在は3人で活動。
- バンドの再結成については、徳永が亡くなっていること、2004年のメンバーの確執騒動で郁弥と高杢の不仲が修復不可能になっていること（詳細は当該項目を参照）、武内が「再結成はない」と断定[13][14]、郁弥と大土井も再結成について否定的な見解を表明している[15][16]、尚之も「クロベエがいないしね…[17]」とコメントしていることから、オリジナル・メンバーによる再結成は事実上不可能な状況。
- 初期の作品を作曲・プロデュースした芹澤は、郁弥と確執があったことを認めており、高杢が書籍を出版した際も芹澤が取材で、郁弥に対して否定的な意見を述べたことがある。しかし2020年9月に郁弥より芹澤に連絡があり、その後34年ぶりに郁弥と会い、一緒に食事をしている。2021年3月27日にNHK BSプレミアム放送された「激レア!藤井フミヤ ギザギザハートからTRUE LOVE!」の出演依頼を郁弥から受けた際も快諾、作詞家の売野と共に共演となった。芹澤は「会ってメシ食おうって言ってきた時点で、もう私たちの間にわだかまりはない」と、郁弥とは和解したと答えている[18]。芹澤は2020年9月に武内とも会食、武内がSNSで報告した[19]。その際、武内より2018年に開催、郁弥がゲストで参加したアブラーズの2018年のライブをDVDにて発売する際に、武内が芹澤に直接「発売させて頂きます」と報告[14]。その直後に武内から郁弥に「直接話せばきっと和解できる」と助言をしている[14]。尚、郁弥は後日の取材で、芹澤に会ったことは認めているが、確執については否定している[20]。
- 2021年8月5日、ポニーキャニオンがYouTubeに公式チャンネル『チェッカーズ公式YouTubeチャンネル』を開設。同年9月21日、始動。ミュージック・ビデオ8本公開。今後もライブ映像なども含め、随時更新するという[21]。
- 2022年1月15日、NHK-BSの番組「伝説のコンサート」にて「チェッカーズ ファイナル・ツアーin武道館 リマスター版」が放送された[22]。放送内容に約20分の特典映像を加えた5.1chデジタルリマスター版が制作され、劇場上映されることが決定した[23][24]。同年3月23日、全国25か所の映画館で5月29日に一夜限りの上映を行うことが告知された[25][注釈 5]。

2022年5月29日19時より上映された。なお、上映館では、1992年のFINAL TOURで販売されたパンフレットの復刻版、ポスターの絵柄を使用したクリアファイルセット、2022年3月に復刻盤としてリリースしたアルバム「THE CHECKERS」の復刻盤が発売された。

## バンド名の由来
メンバーが集まりバンド名を決める際に、当時良く聞いていたバンド『COOLS』『CHANELS』が「C」で始まり「S」で終わることから、メンバーで「C」で始まり「S」で終わる名前を考え、「チェッカーズ（CHECKERS）」というバンド名となった。名付け親はアマチュア時代から親交のある武内の同級生でベーシストの武田圭治（現THE TRAVELLERS）。ヤマハのコンテスト出場時には「ザ・チェッカーズ」としてエントリーしている。
デビュー当初はチェック柄の衣装を着ていたため、よく「チェックの柄」から名前を取ったと言われるが誤りで、バンド名が先にあった。チェック柄の衣装のアイディアは、当時のヤマハのマネージャーが考案した。

## バンド名の表記
表記についてはシングル、アルバムのジャケット等については初期はカタカナ表記「チェッカーズ」及び英語表記「THE CHECKERS」（または「The Checkers」）、中期以降は後者の英語表記で記され、「歌のトップテン」については一時期（1988年頃）英語の大文字表記、「突然バラエティー速報!!COUNT DOWN100」については英語の小文字表記で記されていたが、正式表記は一貫してカタカナ表記。

## 総合プロデューサー・秋山道男
デビュー前から、秋山道男が総合プロデューサーとして「バンドとしてのコンセプト」を考え、メンバーの髪型（当初はリーゼントだった）、ファッションなどを決めた。また、映画『CHECKERS IN TAN TAN たぬき』のシノプシスを考案した。

## パート構成
- 藤井郁弥：ボーカル担当。曲によってブルースハープやアコースティック・ギターを演奏。高杢のソロの際はタンバリンも使っていた。前奏や間奏でのハイトーンコーラスを自身で行うこともある。
- 武内享：ギター、コーラス担当。曲によってはアコースティック・ギターも演奏。ギターはチェッカーズの音楽の中ではリズムギターとしての要素が強く、ギターソロは少ない。楽曲アレンジの中心的存在。
- 高杢禎彦：低音のボーカル担当。タンバリン。曲によってはオクタパッド（パーカッションの一種で、鍵盤の代わりに打面がついたシンセサイザー）やリードボーカルも担当。アカペラにおいても一番低いパートを担当。ステージでは向かって右側。
- 大土井裕二：ベース、コーラス担当。
- 鶴久政治：コーラスではメロディーの郁弥より高い音程を担当するが、声は結構太い。曲によってリードボーカルのほか、キーボード、タンバリンも担当。ステージでは向かって左側。
- 徳永善也：ドラム担当。主にSONORのドラムを愛用している。ライブでは度々ドラム・ソロを披露。
- 藤井尚之：サックス担当。曲によって、ソプラノ、アルト、テナー、バリトンを使い分けるがテナー・サックスを使用する曲が多い。「素直にI'm Sorry」ではフルート、「OH!!POPSTAR」ではギター（骨折時に、音楽番組で披露。音源ではサックス）など様々な楽器を担当。コーラス&アカペラでは一番高い声を担当。

立ち位置はボーカルは左から、鶴久、郁弥、高杢。楽器陣は左から大土井、尚之、徳永、武内が基本（ボーカルの関係で入れ替わることもある）。郁弥がメインでボーカルを務める曲がほとんど（シングル曲全て)。楽器陣4人にも各人メインボーカル担当曲がある。コーラスはメインボーカルと徳永を除いた5人ですることが多い。
後期は、鶴久がキーボードを使用するにあたり、前列が左から尚之、郁弥、高杢。後列が鶴久、大土井、徳永、武内となることもあったが、アシスタントとしてツアーにキーボードとパーカッションに八木橋カンペー、アンディ檜山が着いてからは元の位置に戻った。

## 楽曲制作
「ギザギザハートの子守唄」から「Song for U.S.A.」までの初期シングルA面10曲は一貫して芹澤廣明が作曲・編曲。作詞は主に売野雅勇、「ギザギザハートの子守唄」「神様ヘルプ!」の2曲が康珍化。初期のB面曲やアルバム曲は芹澤・売野コンビによるものとメンバーによるものとで半々。12枚目のシングル「NANA」以降はシングル・アルバム共に全てメンバーによる作詞・作曲。メンバーの作詞は、ほぼ郁弥だが、高杢の作詞も見受けられる。
作曲は主に武内、大土井、鶴久、尚之。 大土井の作曲は他の3人に比べると若干少ないが、「ひらけ!ポンキッキ」に提供した「ガチョウの物語」は普段の彼らとは一転してユーモラスな曲調ながらもチェッカーズらしさも存分に活かした楽曲で、ひこねのりおによるアニメーション映像ともども人気が高い。鶴久はグループ在籍時からゆうゆに楽曲提供するなど、その高い作曲能力を評価され、尚之と合わせメンバーオリジナル曲になってからのヒット作を多数手がける。
シングルA面曲の作曲は尚之が8曲、鶴久が7曲手掛けていて、他に大土井と武内が2曲ずつ手掛けている。

## 脱アイドルへの拒否
「オリジナル曲が作れるアイドルグループ」の先駆者として人気を博していたが、4thアルバム『FLOWER』を発売した頃から、収録曲の10曲中5曲がメンバーが制作した楽曲になり、「チェッカーズは、脱アイドル宣言を行うのではないか」との噂が絶えなかった。しかし本人達は後日「自分達は脱アイドルを宣言したことは無いし、現在でもアイドルである」と発言、解散するまで自分達はアイドルであることの姿勢を崩さなかった。

## コンサートにおけるマナーの呼びかけ
鑑賞マナーについて、ファンに対し言及した。
呼びかけたマナーの内容としては、以下のものがあった。
- ペンライトの使用禁止。
- 紙テープや贈り物等、ステージへ物の投げ込み禁止。
- MCを行なっている時のメンバーへの声援禁止。
- バラード等、静かな曲を演奏している時の手拍子禁止。
- ごみは持ち帰る事。

## 「Cute Beat Club Band」としての活動
ふとした事から、英国のロックバンド『The George Springhill Band（ジョージ・スプリングヒル・バンド）』の事を知り感銘したメンバーが、彼らの事を知って貰うためのコピーバンドとして1985年と1987年、チェッカーズとは別に「キュート・ビート・クラブ・バンド」（Cute Beat Club Band。以下、C.B.C.Bと記載）としても活動した。バンド名は自分達のファンクラブの名から取ったもの。1985年には企画アルバム、1987年には12インチシングル、ライブアルバム、写真集を発売している。また、C.B.C.Bでは作詞家に秋元康を起用している。尚、C.B.C.B.として活動するときのメンバーの名前は、以下の通り。だが、これはネタである。ジョージ・スプリングヒル・バンド名義の3曲もメンバーのオリジナルで、演奏もメンバーによるもの。郁弥曰く「本業はチェッカーズ、C.B.C.B.は趣味」。
藤井郁弥 → Hellow Fujii（vocal）ハロー・フジイ
武内享 → Crazy Tohru（guitar）クレイジー・トオル
高杢禎彦 → Elegant Moku（vocal）エレガント・モク
大土井裕二 → Route Yuji（bass）ルート・ユウジ
鶴久政治 → Special Tsuruku（vocal）スペシャル・ツルク
徳永善也 → Knight Yoshiya（drums）ナイト・ヨシヤ
藤井尚之 → Evally Fujii（sax）エヴァリィ・フジイ

### Cute Beat Club Band　Discography
- 親愛なるジョージ・スプリングヒル・バンド様＜1985.12.21＞（アルバム）
- 7つの海の地球儀＜12inchEP 1987.11.06、CD 1988.05.21＞（シングル）
- NOT CHECKERS-円高差益還元ライブ＜1987.11.21＞（アルバム）
- NOT CHECKERS　This is THE CUTE BEAT CLUB BAND SHOW＜1987.12.16＞（ビデオ）

## 作品

### シングル
1. ギザギザハートの子守唄（1983年9月21日）
  - 作詞：康珍化
  - 作曲・編曲：芹澤廣明
  - 1984年度年間20位（オリコン）
2. 涙のリクエスト（1984年1月21日）
  - 作詞：売野雅勇
  - 作曲・編曲：芹澤廣明
  - 1984年度年間4位（オリコン）
3. 哀しくてジェラシー（1984年5月1日）
  - 作詞：売野雅勇
  - 作曲・編曲：芹澤廣明
  - 1984年度年間5位（オリコン）
4. 星屑のステージ（1984年8月23日）
  - 作詞：売野雅勇
  - 作曲・編曲：芹澤廣明
  - TBS系列連続ドラマ「うちの子にかぎって…」主題歌
  - 1984年度年間8位（オリコン）
5. ジュリアに傷心（1984年11月21日）
  - 作詞：売野雅勇
  - 作曲・編曲：芹澤廣明
  - 1985年度年間1位（オリコン）
6. あの娘とスキャンダル（1985年3月21日）
  - 作詞：売野雅勇
  - 作曲・編曲：芹澤廣明
  - 東宝映画『CHECKERS IN TAN TAN たぬき』主題歌
  - 1985年度年間5位（オリコン）
7. 俺たちのロカビリーナイト（1985年7月5日）
  - 作詞：売野雅勇
  - 作曲・編曲：芹澤廣明
  - 1985年度年間8位（オリコン）
8. HEART OF RAINBOW 〜愛の虹を渡って〜/ブルー・パシフィック（1985年9月21日）
  - 両A面、12インチシングル
  - 作詞：売野雅勇
  - 作曲・編曲：芹澤廣明
  - グリコアーモンドチョコレートCMソング（HEART OF RAINBOW 〜愛の虹を渡って〜）
  - TDK カセットテープCMソング（ブルー・パシフィック）
  - 1985年度年間30位（オリコン）
9. 神様ヘルプ!（1985年11月1日）
  - 作詞：康珍化
  - 作曲・編曲：芹澤廣明
  - 1985年度年間44位（オリコン）
10. OH!! POPSTAR（1986年2月21日）
  - 作詞：売野雅勇
  - 作曲・編曲：芹澤廣明
  - 東宝映画「タッチ 背番号のないエース」挿入歌
  - 1986年度年間9位（オリコン）
11. Song for U.S.A.（1986年6月5日）
  - 作詞：売野雅勇
  - 作曲・編曲：芹澤廣明
  - 東宝映画「SONG FOR U.S.A」主題歌
  - 1986年度年間11位（オリコン）
12. NANA（1986年10月15日）
  - 作詞：藤井郁弥、作曲：藤井尚之、編曲：チェッカーズ・八木橋カンペー
  - 1986年度年間48位（オリコン）
13. I Love you, SAYONARA（1987年3月5日）
  - 作詞：藤井郁弥、作曲：大土井裕二、編曲：THE CHECKERS FAM.
  - セイコー アベニューCMソング
  - 1987年度年間15位（オリコン）
14. WANDERER（1987年7月8日）
  - 作詞：藤井郁弥、作曲：鶴久政治、編曲：THE CHECKERS FAM.
  - 1987年度年間25位（オリコン）
15. Blue Rain（1987年11月6日）
  - 作詞：藤井郁弥、作曲：藤井尚之、編曲：THE CHECKERS FAM.
  - TBS系列「日立 世界・ふしぎ発見!」EDテーマ
  - 1987年度年間88位（オリコン）
16. 7つの海の地球儀（1987年11月6日）
  - Cute Beat Club Band名義で発売
  - 作詞：秋元康、作曲：Special Tsuruku、編曲：Micky Moody
  - 12インチシングルEP、CD版は1988年5月21日発売
17. ONE NIGHT GIGOLO（1988年3月21日）
  - 作詞：藤井郁弥、作曲：武内享、編曲：THE CHECKERS FAM.
  - ライオン ページワンCMソング
  - 1988年度年間56位（オリコン）
18. Jim&Janeの伝説（1988年6月29日）
  - 作詞：藤井郁弥、作曲：鶴久政治、編曲：THE CHECKERS FAM.
  - 1988年度年間オリコン59位
19. 素直にI'm Sorry（1988年10月21日）
  - 作詞：藤井郁弥、作曲：藤井尚之、編曲：THE CHECKERS FAM.
  - 1988年度年間オリコン68位
20. Room（1989年3月21日）
  - 作詞：藤井郁弥、作曲：鶴久政治、編曲：THE CHECKERS FAM.
  - 1989年度年間37位（オリコン）
21. Cherie（1989年7月5日）
  - 作詞：藤井郁弥、作曲：鶴久政治、編曲：THE CHECKERS FAM.
  - 1989年度年間オリコン62位
22. Friends and Dream（1989年12月6日）
  - 作詞：藤井郁弥、作曲：鶴久政治、編曲：THE CHECKERS FAM.
  - 1990年度年間オリコン74位
23. 運命 (SADAME)（1990年3月21日）
  - 作詞：藤井郁弥、作曲：藤井尚之、編曲：THE CHECKERS FAM.
  - マツダ・ファミリアCMソング
  - 1990年度年間オリコン90位
24. 夜明けのブレス（1990年6月21日）
  - 作詞：藤井郁弥、作曲：鶴久政治、編曲：THE CHECKERS FAM.
  - 東宝映画「タスマニア物語」キャンペーンソング
  - 1990年度年間34位（オリコン）
25. さよならをもう一度（1990年11月21日）
  - 作詞：藤井郁弥、作曲：藤井尚之、編曲：THE CHECKERS FAM.
26. Love '91（1991年3月21日）
  - 作詞：藤井郁弥、作曲：大土井裕二、編曲：THE CHECKERS FAM.
27. ミセス マーメイド（1991年9月4日）
  - 作詞：藤井郁弥、作曲：鶴久政治、編曲：THE CHECKERS FAM.
  - 1991年度年間オリコン77位
28. ふれてごらん 〜please touch your heart〜（1991年12月4日）
  - 作詞：藤井郁弥、作曲：藤井尚之、編曲：THE CHECKERS FAM.
29. 今夜の涙は最高（1992年3月21日）
  - 作詞：藤井郁弥、作曲：藤井尚之、編曲：THE CHECKERS FAM.
30. Blue Moon Stone（1992年5月21日）
  - 作詞：藤井郁弥、作曲：藤井尚之、編曲：THE CHECKERS FAM.
  - トヨタ・スプリンターマリノCMソング
  - 1992年度年間オリコン69位
31. Present for You（1992年11月20日）
  - 作詞・作曲：THE CHECKERS、編曲：THE CHECKERS FAM.
  - フジテレビ系列「タイム3」EDテーマ
  - 実際の作詞は藤井郁弥、作曲は武内享

番外：まんてんワイドのテーマ（TBSラジオ「エド山口のまんてんワイド」のために作詞作曲されたオリジナルでシングル化されておらず、アルバムにも収録されていない。）
- 作詞：藤井郁弥、作曲・編曲：不明（メンバーの誰か）

### アルバム

#### オリジナル・アルバム
1. 絶対チェッカーズ!!（1984年7月21日）
2. もっと!チェッカーズ（1984年12月5日）
3. 毎日!!チェッカーズ（1985年8月21日）
4. FLOWER（1986年3月30日）
5. GO（1987年5月2日）
6. SCREW（1988年7月21日）
7. Seven Heaven（1989年7月19日）
8. OOPS!（1990年8月8日）
9. I HAVE A DREAM（1991年6月21日）
10. BLUE MOON STONE（1992年6月19日）

#### ベスト・アルバム
1. THE CHECKERS BEST（1987年7月21日）
  - リリース時点でのチェッカーズの楽曲からのセレクション。
  - ライブバージョン2曲、ニューバージョン2曲を含む2枚組。
2. チェッカーズ THE BEST（1991年12月15日）
  - 楽曲をメンバー自身で制作するようになった「NANA」から「Love'91」までの全シングル曲を収録。
  - Disc2に同内容のカラオケ音源を収録。
3. THE CHECKERS（1992年12月16日）
  - チェッカーズの全楽曲からのセレクション。3枚組。
4. THE OTHER SIDE（1992年12月16日）
  - 同時発売「THE CHECKERS」に未収録の、カップリング曲から構成された裏ベスト的内容。
  - リミックス・ヴァージョン1曲収録。
5. EARLY SINGLES（1994年8月19日）
  - 楽曲制作をメンバーで行うようになる前の「ギザギザハートの子守唄」から「Song for U.S.A」までの初期シングルセレクション。収録時間の許す限りカップリング曲も収録。
6. The New Selection of THE CHECKERS ～Ballad Selection（1999年2月17日）
7. The New Selection of THE CHECKERS ～Ballad Selection II（1999年3月17日）
8. ALL SONGS REQUEST（2003年3月5日）
  - ファン投票によるリクエストベスト。上位30曲を収録。2枚組。
9. COMPLETE THE CHECKERS 〜all singles collection（2004年3月17日）
  - すべてのシングルA面曲を収録。2枚組。
10. COMPLETE THE CHECKERS all singles collection REVERSE（2004年7月14日）
  - すべてのカップリング曲を収録。2枚組。
11. ALL BALLADS REQUEST（2005年3月16日）
  - ファン投票によるバラードリクエストベスト。上位15曲を収録。
12. THE CHECKERS 80's COMPLETE BOX（2008年3月19日）
  - 1980年代にリリースされたオリジナルアルバムのBOXセット。初回限定生産、 10枚組。
13. THE CHECKERS SUPER BEST COLLECTION 32（2009年9月16日）
  - すべてのシングルA面曲にボーナストラックを加えた2枚組。
14. THE CHECKERS 30TH ANNIVERSARY BEST ～7×30 SINGLES～（2013年6月19日）
15. チェッカーズ ベストヒット 16 ZETTAI盤（2014年2月12日）
16. チェッカーズ ベストヒット 16 MOTTO盤（2014年2月12日）
17. プラチナムベスト チェッカーズ オールタイム・コレクション（2015年6月17日）
  - UHQCD仕様、全35曲収録

#### ライブ・アルバム
1. NOT CHECKERS-円高差益還元ライブ（1987年11月21日 Cute Beat Club Band名義）
2. THE CHECKERS FINAL ラスト武道館ライブ 1992.12.28（1993年3月19日）

#### 企画アルバム
1. CHECKERS IN TAN TAN たぬきオリジナル・サウンドトラック（1985年4月27日）
2. 親愛なるジョージ・スプリングヒル・バンド様（1985年12月21日、「Cute Beat Club Band」名義、CD・カセットのみ）
3. SONG FOR U.S.A.（1986年7月21日）
4. NON-STOP CHECKERS（1986年9月5日）

### ビデオ
1985年
- A Making of TAN TAN たぬき
- CHECKERS IN TAN TAN たぬき
- TYPHOON CHECKERS in SEIBU STADIUM

1986年
- SONG FOR U.S.A.

1987年
- CUTE BEAT CLUB BAND「NOT CHECKERS　This is THE CUTE BEAT CLUB BAND SHOW」

1988年
- THE CHECKERS “GO” TOUR I
- THE CHECKERS “GO” TOUR II
- BACK STAGE 1988 CONCERT TOUR “SCREW”

1989年
- 藤井尚之/The Session

1990年
- New Editional SEVEN HEAVEN
- 鶴久政治/Dear The Merry X'mas（ビデオ・CD・絵本の3点セット商品）

1992年
- SPADE CLUB
- DIAMOND HEARTS
- THE CHECKERS 1992 SUMMER TOUR “BLUE MOON STONE” Vol.1
- THE CHECKERS 1992 SUMMER TOUR “BLUE MOON STONE” Vol.2

1993年
- “7×10” 1983 - 1992 SINGLES

1999年
- THE CHECKERS CHRONICLEシリーズ（過去にリリースされたビデオの復刻シリーズ）
  - 1985-1 「Typhoon' TOUR」
  - 1985-2 「PIRATES TOUR」
  - 1986 「FLASH!! TOUR」
  - 1987 「GO TOUR」
  - 1988 「SCREW TOUR」
  - 1989 「SEVEN HEAVEN TOUR」

ファンクラブ限定通販ビデオ「SEVEN HEAVEN」のVol.1 - 5を収録。
  - 1986 - 1990 「SPADE CLUB & DIAMOND HEARTS」
  - 1990 「OOPS! TOUR」
  - 1991-1 「I have a Dream TOUR “WHITE PARTY” 1」

ファンクラブ限定通販ビデオ「WHITE PARTY」のVol.1 - 2を収録。
  - 1991-2 「I have a Dream TOUR “WHITE PARTY” 2」

ファンクラブ限定通販ビデオ「WHITE PARTY」のVol.3 - 4を収録。
  - 1992-1 「Blue Moon Stone TOUR 1」
  - 1992-2 「Blue Moon Stone TOUR 2」
  - 1992-3 「FINAL TOUR」
  - 1992-4 「FINAL TOUR “ACCESS ALL AREA”」

ファンクラブ限定通販ビデオ「ACCESS ALL AREA」のVol.1 - 3を収録。
  - 1992-5 「FINAL TOUR “ACOUSTIC COLLECTION”」

ファンクラブ限定通販ビデオ「SIT DOWN PLEASE」のVol.3 - 4を収録。
  - 1992-6 「Rec.」
  - 1983 - 1992 「7×10 SINGLES」
- 「FINAL TOUR BOX 〜The CHECKERS 1992」（BOX入りのビデオ9本セット）

1. DOCUMENT FINAL Vol.1
2. DOCUMENT FINAL Vol.2
3. DOCUMENT FINAL Vol.3
4. DOCUMENT FINAL Vol.4
5. DOCUMENT FINAL Vol.5
6. FINAL TOUR ACOUSTIC CORNER Vol.1
7. FINAL TOUR ACOUSTIC CORNER Vol.2
8. FINAL TOUR ACOUSTIC CORNER Vol.3
9. Special Edition （特典映像）

- THE CHECKERS Single CLIPS!! vol.I 〜完全保存版〜
- THE CHECKERS Single CLIPS!! vol.II 〜完全保存版〜
- THE CHECKERS Single CLIPS!! vol.III 〜完全保存版〜
- The Complete CHECKERS Vol.1
- The Complete CHECKERS Vol.2

2000年
- Another CHRONICLE 〜THE CHECKERS CHRONICLE/ SPECIAL PRESENT VIDEO
（「THE CHECKERS CHRONICLEシリーズ」の懸賞プレゼント用ビデオ）
- TRUTH 1983 - 1992 Vol.1
- TRUTH 1983 - 1992 Vol.2
- TRUTH 1983 - 1992 Vol.3
- TRUTH 1983 - 1992 Vol.4
- TRUTH 1983 - 1992 Vol.5

2001年
- SOUND☆CHECK Vol.1
- SOUND☆CHECK Vol.2
- SOUND☆CHECK Vol.3

### ファンクラブ用通販限定ビデオ
- Vol.1 「The Checkers 1986 Japan Tour. FLASH! 〜on Dec.27. '86 at the BUDOKAN」（1987年）
- Vol.2 「徳永善也/素顔 〜THE CHECKERS in LONDON / NEW YORK」（1988年）
- Vol.3 「藤井尚之/CORONA」（1989年）
- Vol.4 「鶴久政治/LOVIN' SPOONFUL PARTY!」（1989年）
- Vol.5 「SEVEN HEAVEN 1 〜THE CHECKERS 1989 SUMMER TOUR」（1989年）
- Vol.6 「SEVEN HEAVEN 2 〜THE CHECKERS 1989 SUMMER TOUR」（1989年）
- Vol.7 「SEVEN HEAVEN 3 〜THE CHECKERS 1989 SUMMER TOUR」（1989年）
- Vol.8 「SEVEN HEAVEN 4 〜THE CHECKERS 1989 SUMMER TOUR」（1989年）
- Vol.9 「SEVEN HEAVEN 5 〜THE CHECKERS 1989 SUMMER TOUR」（1989年）
- Vol.10 「徳永善也/心の旅 〜素顔II」（1990年）
- Vol.11 「鶴久政治/Timely A -Live- 〜MASAHARU TSURUKU 1990 CONCERT TOUR」（1990年）
- Vol.12 「鶴久政治/Timely B -Voice- 〜MASAHARU TSURUKU 1990 CONCERT TOUR」 （1990年）
- Vol.13 「THE CHECKERS 1990」（1990年）
- Vol.14 「鶴久政治/JUMP」（1991年）
- Vol.15 「徳永善也/素顔III 〜虹の部屋」（1991年）
- Vol.16 「WHITE PARTY 1 〜THE CHECKERS 1991 I have a dream WINTER TOUR」（1992年）
- Vol.17 「WHITE PARTY 2 〜THE CHECKERS 1991 I have a dream WINTER TOUR」（1992年）
- Vol.18 「WHITE PARTY 3 〜THE CHECKERS 1991 I have a dream WINTER TOUR」（1992年）
- Vol.19 「WHITE PARTY 4 〜THE CHECKERS 1991 I have a dream WINTER TOUR」（1992年）
- Vol.20 「鶴久政治/MASAHARU + MASARINA TOUR 1992」（1992年）
- Vol.21 「Keep Off 〜THE CHECKERS 1992 SUMMER TOUR “BLUE MOON STONE”」（1992年）
- Vol.22 「FINAL 〜THE CHECKERS LAST TOUR」（1993年）
- Vol.23 「Rec. 〜PRESENT FOR YOU」（1993年）
- Vol.24 OPEN SESAME!! 「ACCESS ALL AREA Vol.1 〜THE CHECKERS LAST TOUR “FINAL”」（1995年）
- Vol.25 OPEN SESAME!! 「ACCESS ALL AREA Vol.2 〜THE CHECKERS LAST TOUR “FINAL”」（1995年）
- Vol.26 OPEN SESAME!! 「ACCESS ALL AREA Vol.3 〜THE CHECKERS LAST TOUR “FINAL”」（1995年）
- Vol.27 OPEN SESAME!! THE CHECKERS 「SIT DOWN PLEASE Vol.1」（1996年）
- Vol.28 OPEN SESAME!! THE CHECKERS 「SIT DOWN PLEASE Vol.2」（1996年）
- Vol.29 OPEN SESAME!! THE CHECKERS 「SIT DOWN PLEASE Vol.3 〜THE CHECKERS LAST TOUR “FINAL”」（1996年）
- Vol.30 OPEN SESAME!! THE CHECKERS 「SIT DOWN PLEASE Vol.4 〜THE CHECKERS LAST TOUR “FINAL”」（1996年）
- Vol.31 OPEN SESAME!! THE CHECKERS 「Pirates Vol.1 〜1985.12.26. at NIPPON BUDOKAN」（1997年）
- Vol.32 OPEN SESAME!! THE CHECKERS 「Pirates Vol.2 〜1985.12.26. at NIPPON BUDOKAN」（1997年）
- Vol.33 OPEN SESAME!! 「ACCESS ALL AREA Vol.4 〜THE CHECKERS “FINAL” TOUR BOOK MAKING」（1997年）
- Vol.34 OPEN SESAME!! 「ACCESS ALL AREA Vol.5」（1997年）
- Vol.35 OPEN SESAME!! 「ACCESS ALL AREA Vol.6」（1997年）

### DVD・Blu-ray
※ Blu-ray発売日の出典
- THE CHECKERS Single CLIPS!!（2000年9月）
- THE CHECKERS 素顔II〜II（2000年9月）
- 1987 GO SUMMER TOUR in 大阪球場 完全ノーカット版（2000年12月）
- 1987 GO WINTER TOUR in 日本武道館 完全ノーカット版（2000年12月）
- 1988 SCREW SUMMER TOUR in TOKYO DOME 完全ノーカット版（2000年12月）
- 1986 FLASH!! WINTER TOUR 完全ノーカット版（2001年7月）
- 1990 OOPS! WINTER TOUR 完全ノーカット版（2001年7月）
- 1991 I have a Dream〜 White Party〜 WINTER TOUR 完全ノーカット版（2001年7月）
- CHECKERS in TAN TAN たぬき（2002年3月）
- THE CHECKERS SINGLES（2000年9月）
- ALL SONG REQUEST 〜DVD EDITION（DVD：2003年6月、Blu-ray：2015年12月16日）
- THE CHECKERS CHRONICLEシリーズ
  - 1985 「Typhoon TOUR」（DVD：2003年9月、Blu-ray：2015年9月16日）
  - 1985 「PIRATES TOUR」（DVD：2003年9月、Blu-ray：2015年9月16日）
  - 1986 「FLASH!! TOUR」（DVD：2003年9月、Blu-ray：2015年9月16日）
  - 1987 「GO TOUR」（DVD：2003年9月、Blu-ray：2015年10月21日）
  - 1988 「SCREW TOUR」（DVD：2003年9月、Blu-ray：2015年10月21日）
  - 1989 「SEVEN HEAVEN TOUR」（DVD：2003年10月、Blu-ray：2015年10月21日）
  - 1990 「OOPS! TOUR」（DVD：2003年10月、Blu-ray：2015年10月21日）
  - 1991 「I have a Dream TOUR “WHITE PARTY” I」（DVD：2003年10月、Blu-ray：2015年10月21日）
  - 1991 「I have a Dream TOUR “WHITE PARTY” II」（DVD：2003年10月、Blu-ray：2015年10月21日）
  - 1992-1 「Blue Moon Stone TOUR I」（DVD：2003年10月、Blu-ray：2015年11月18日）
  - 1992-2 「Blue Moon Stone TOUR II」（DVD：2003年10月、Blu-ray：2015年11月18日）
  - 1992-3 「FINAL TOUR」（DVD：2003年11月、Blu-ray：2015年11月18日）
  - 1992-4 「FINAL TOUR “ACCESS ALL AREA”」（DVD：2003年11月、Blu-ray：2015年11月18日）
  - 1992-5 「FINAL TOUR “ACOUSTIC COLLECTION”」（DVD：2003年11月、Blu-ray：2015年11月18日）
  - 1992-6 「Rec.」（DVD：2003年11月、Blu-ray：2015年11月18日）
  - 1983 - 1992 「7 x 10 SINGLES」（DVD：2003年12月、Blu-ray：2015年12月16日）
  - 1986 - 1990 「SPADE CLUB & DIAMOND HEARTS」（DVD：2003年12月、Blu-ray：2015年12月16日）
  - The Complete Checkers Vol.I（DVD：2003年12月、Blu-ray：2015年9月16日）
  - The Complete Checkers Vol.II（DVD：2003年12月、Blu-ray：2015年9月16日）
  - CUTE BEAT CLUB BAND 「NOT CHECKERS」（DVD：2003年12月、Blu-ray：2015年9月16日）
- ザ・ベストテン チェッカーズ -永久保存版-（2011年3月）

## 出演

### 映画
- CHECKERS IN TAN TAN たぬき（1985年4月27日公開、東宝） - スポニチグランプリ新人賞
- チェッカーズSONG FOR U.S.A.（1986年7月26日公開、東宝）

### テレビドラマ
- 月曜ドラマランド（フジテレビ）
  - チェッカーズin涙のリクエスト ぼくらの恋は海賊DJから始まった（1986年4月14日）
  - フローズン・ホラーSHOW 血も凍る人食い冷蔵庫・今夜アイドルのコワーイ初体験（1987年5月18日） - カイロプラクティック師・マロ 役（武内）・刑事 役（大土井）。武内は劇中で「マッサージ師のテーマ」を歌唱。
- 木曜スペシャル『青春を東海岸にかけた野郎たち! アメリカン・ランナウェイ』（1987年12月17日、日本テレビ） - 郁弥・高杢・大土井
- 時間ですよ 新春スペシャル｢梅の湯はギャグでいっぱい｣ 第3話（1989年1月2日、TBS）

### バラエティ番組
『とんねるずのみなさんのおかげです』に準レギュラーとして出演。
ノリ男
おかげです中学校3年生の木梨憲武（ノリ男）、教師の石橋貴明、生徒のチェッカーズが繰り広げる学園コント。藤井尚之がよくサックスを持って登場していた。「ONE NIGHT GIGOLO」の歌い出しでノリ男が「kill you」と言ってスリッパで叩かれていた。ノリ男はチェッカーズをチェッカルズと呼んでいた。また、宮沢りえが準レギュラーとして登場するまで、同じおかげです中学を舞台にした「ノリコ」のコーナーに出演していた。
珍義なき戦い
映画『仁義なき戦い』のパロディ。徳永善也扮する黒瓶怒羅造組長と、若頭に木梨、組員に藤井兄弟、高杢。対立する「石橋一家」の代表である石橋の右腕に鶴久、黒瓶組と同盟を結ぶ神戸ヤクザに武内と大土井という配役のコント。
去ろうとする武内に対して石橋が後頭部に何度も蹴りを入れ、武内が「蹴った?」と聞くやり取りを何度かした後、尚之にゴングを要請しスタジオ中を所狭しとメンバー、とんねるずに加えてスタッフまで巻き込んだ大乱闘を行う。激しい乱闘シーンでは怪我をするメンバーも多かった。
ロックンロール最高物語
とんねるずとチェッカーズメンバーが番組内で結成したバンド「矢島工務店」をモチーフにしたコントで、メンバーは、木梨（ノーチン）：ボーカル、石橋（ターキー）：琴、鶴久（マーサ）：ギター、徳永（サンディー）：ドラム。レパートリーは山本譲二のヒット曲「みちのくひとり旅」と島津ゆたかの「ホテル」のカバーだが、音源として発売はされていない。なお、このコーナーが後年の矢島美容室の誕生の遠因となっている。
新・巨人の星
野球漫画『巨人の星』のパロディ。配役は石橋（星飛雄馬）、木梨（星明子）、徳永（星一徹）、鶴久（伴宙太）、郁弥（花形満）、高杢（左門豊作）、尚之（川上哲治）、武内（長嶋茂雄）、大土井（速水譲次）。
太陽にぽえろ!
刑事ドラマ『太陽にほえろ!』のパロディ。配役は石橋（ボス）、木梨（山さん）、武内（殿下）、尚之（ジーパン）、高杢（ロッキー）、大土井（テキサス）、鶴久（ゴリさん）、徳永（シンコ）、郁弥（マカロニ）。地井武男がオリジナルと同じトシさん役で友情出演している。
男はつれぇよ～タカ次郎 忘れな草～
『男はつらいよ』のパロディ。配役は石橋（タカ次郎）、木梨（さくら）、郁弥（博）、大土井（おいちゃん）、高杢（おばちゃん）、武内（御前様）、鶴久（源公）、徳永（タコ社長）、尚之（マドンナ）。1991年8月22日に「夏休み特別企画」として放送されたが、シリーズ化はせず1回で終了となる。珍義なき戦いよりも前に作られたコントだが、石橋に蹴られた武内が「蹴った？」と聞くやり取りはこの時にも使われていた。
ウエストサイトシーン物語
「お気楽ミュージカル」として放送された『ウエスト・サイド物語』風のコント。全2回。郁弥、尚之、武内、大土井が所属する「チェッカルズ団」と木梨、鶴久、徳永が所属する「ドキドキ団」の抗争を描き、高杢はウエストサイド署警官に扮する。劇中のミュージカルシーンでは主に郁弥がチェッカーズのシングル曲を歌い、他のキャストがダンサーを務める。
また、「チェッカーズンズン」、「NOT CHECKERS TV」などの単独番組でもコント等を行なった。

### その他のテレビ番組
- YOU「お父さんにもわかるチェッカーズ入門」（1985年5月25日、NHK教育）

### ラジオ
- 危険!チェッカーズ（1984年10月5日 - 1985年3月29日、ニッポン放送）
- おねがい!チェッカーズ（1985年1月1日 - 1991年2月28日、ニッポン放送）

### CM
- サントリー ジェットストリーム「新聞編」「小川編」（1985年）
- TDK AD（4代目）（1984年9月 - 1986年1月）
- グリコ 「グリコアーモンドチョコレート」（1985年）
- セイコー アベニュー（1987年）
- ケンウッド「ROXY」（1989年）

### NHK紅白歌合戦出場歴
| 年度   | 放送回 | 回 | 曲目                   | 出演順 | 対戦相手        |
| ------ | ------ | -- | ---------------------- | ------ | --------------- |
| 1984年 | 第35回 | 初 | 涙のリクエスト         | 10/20  | 小泉今日子      |
| 1985年 | 第36回 | 2  | ジュリアに傷心         | 04/20  | 小泉今日子（2） |
| 1986年 | 第37回 | 3  | Song for U.S.A.        | 15/20  | 水前寺清子      |
| 1987年 | 第38回 | 4  | I Love you, SAYONARA   | 04/20  | 中森明菜        |
| 1988年 | 第39回 | 5  | 素直にI'm Sorry        | 05/21  | 小泉今日子（3） |
| 1989年 | 第40回 | 6  | Friends and Dream      | 05/20  | 荻野目洋子      |
| 1990年 | 第41回 | 7  | 夜明けのブレス         | 04/29  | 工藤静香        |
| 1991年 | 第42回 | 8  | ミセス・マーメイド     | 09/28  | 永井真理子      |
| 1992年 | 第43回 | 9  | フェアウェル・メドレー | 21/28  | 工藤静香（2）   |

注意点
- 出演順は「出演順/出場者数」で表す。
- 対戦相手の歌手名のカッコ内の数字はその歌手との対戦回数を表す。

## 著書
- 「もっと！チェッカーズ」（扶桑社 1984年）
- 「NEXT」（ソニー・マガジンズ 1985年）
- 「SEVEN」（ソニー・マガジンズ 1991年）